# Állati show
Az Állati show (eredeti cím: A Dog and Pony Show) egy 2018-as amerikai családi film, amelyet Demetrius Navarro rendezett. A film főszereplői: Ralph Macchio, Mae Whitman, Mira Sorvino és Patrick Muldoon.
Az Egyesült Államokban a filmet DVD-n, igény szerint pedig 2018 januárjában a Lionsgate adta ki. Magyarországon 2018. július 26-án mutatták be a mozik az ADS Service Kft. műsorában.

## Cselekmény
Ez a film egy Dede nevű cirkuszi kutya és barátja, Pony megható történetét meséli el.